# 糸崎駅
糸崎駅（いとざきえき）は、広島県三原市糸崎四丁目にある、西日本旅客鉄道（JR西日本）・日本貨物鉄道（JR貨物）山陽本線の駅である。
当駅と三原駅では福山方面と広島方面それぞれに駅番号が割当てられており、福山方面はJR-X19、広島方面はJR-G17である。

## 歴史
この駅は1892年（明治25年）7月に山陽鉄道尾道駅 - 当駅間延伸に伴い、同線の終着駅である三原駅（みはらえき）として開設した。当初は終着駅であり、当初は三原の町に一番近かった。その2年後の1894年（明治27年）6月には山陽鉄道が当駅から広島駅までを開通させ、三原中心街により近い位置に三原駅が出来たため当駅は糸崎駅（いとざきえき）に改称した。
1906年（明治39年）12月には山陽鉄道が国有化、その約3年後の1909年（明治42年）10月には線路名称制定に伴い、神戸駅から下関駅までと兵庫駅から和田岬駅までが山陽本線とされたため、この駅は山陽本線の駅となった。
開業時から1970年代まで駅南側に糸崎機関区があり、1960年代初期めまでは全ての急行列車と一部の特急列車が停車する程重要な駅であったが、山陽本線・呉線の電化進展や優等列車の電車・気動車化に伴い糸崎駅を通過する列車が増え、糸崎駅の地位は低下していった。更に1975年（昭和50年）3月に山陽新幹線が岡山駅から博多駅まで延伸した際に昼行優等列車は全廃されたが、「はやぶさ」は深夜時間帯にも拘らず（下りの場合3時35分発：日本交通公社の時刻表1980年1月号より）1980年代まで停車しており、その後も下関行の下り「あさかぜ」が2002年まで当駅に停車していた。

### 年表
- 1892年（明治25年）7月20日：山陽鉄道尾道駅 - 当駅間延伸時に終着駅である三原駅（みはらえき）として開設[1]。一般駅[1]。
- 1894年（明治27年）6月10日：山陽鉄道当駅 - 広島駅間延伸、途中駅となる。同時に新設された三原駅に名を譲り、糸崎駅（いとざきえき）に改称[1]。
- 1906年（明治39年）12月1日：山陽鉄道国有化[1]、官設鉄道の駅となる。
- 1909年（明治42年）10月12日：線路名称制定、山陽本線所属となる。
- 1986年（昭和61年）11月1日：貨物取扱廃止[1]。（新聞紙を除く）荷物扱いも廃止[1]。
- 1987年（昭和62年）
  - 3月31日：書類上、貨物取扱再開[1]（但し、この時点では貨物列車設定無し）。
  - 4月1日：国鉄分割民営化に伴い、JR西日本・JR貨物の駅となる[1]。
- 1991年（平成3年）3月16日：貨物列車によるコンテナ貨物取扱開始[1]。
- 1992年（平成4年）11月：みどりの窓口営業開始[2]。
- 1996年（平成8年）3月16日 ：貨物列車設定廃止、自動車代行駅となる[1]。
- 2006年（平成18年）4月1日：JR貨物糸崎駅（自動車代行駅）を「糸崎オフレールステーション」に改称。
- 2007年（平成19年）
  - 6月22日：ICOCA対応簡易型自動改札機導入。
  - 9月1日：ICカード「ICOCA」が利用可能となる。
- 2016年（平成28年）4月17日：CTC化[3]に伴い整備されたLED式発車標が改札口とホームに新設。
- 2017年（平成29年）2月11日：駅構内でがいしの修繕作業を行っていた現場の列車見張業務を行っていた作業員と貨物列車が接触、作業員が死亡した。作業員が線路に近づきすぎたのが原因と推定される[4][5][6]。それに対し、JR西日本は「JR西日本 CSR REPORT 2017（企業考動報告書）」にて「列車見張員の配置位置の明確化」を対策としている[7]。
- 2018年（平成30年）4月1日：JR貨物糸崎オフレールステーションを「糸崎新営業所」に改称[8]。
- 2020年（令和2年）
  - 2月29日：みどりの窓口営業終了[9][10]。有人改札閉鎖。ただし、運転要員はそのまま配置。
  - 9月：駅ナンバリング導入、使用開始[11][12]。
- 2021年（令和3年）
  - 5月1日：JR貨物糸崎新営業所が営業終了[8]。JR貨物の駅はトラック便も含めた定期便設定のない貨物駅となる。
  - 7月8日：大雨の影響で駅構内浸水[13]。

## 駅構造
島式ホーム2面4線を有する地上駅。糸崎港に面しているため標高が低く排水に難があり、1967年7月、1971年7月、2021年7月など集中豪雨時には、駅構内が浸水する場合があった。
駅舎とホームは跨線橋で連絡している。駅南側には留置線が多数あり、以前は糸崎機関区が、現在は乗務員区である福山列車区糸崎派出（旧せとうち地域鉄道部糸崎乗務員センター）が併設されている。夜間滞泊設定駅でもあるが、騒音問題から豪華寝台列車「瑞風」は、2023年3月から、隣の三原駅で夜間滞泊することになった。
ICOCA利用可能駅。2020年3月より窓口業務が終了し旅客営業上は無人駅化されているが、操車構内扱いのため駅員は配置されている（窓口営業時代は出改札も兼務していた）。自動改札機は簡易式であり、降車客の乗車券は改札機裏側の集札箱に投入する。

### のりば
| のりば | 路線     | 方向 | 行先               |
| ------ | -------- | ---- | ------------------ |
| 1・2   | 山陽本線 | 上り | 尾道・福山方面     |
| 3・4   | 山陽本線 | 下り | 三原・広島方面     |
| 3・4   | 呉線     | 下り | 三原・竹原・呉方面 |

付記事項
- 山陽本線路線記号境界は、福山方面は水色の、広島方面は緑色のとされており、岡山・福山エリアと広島エリアの境界である当駅とする表現も見られるが[18]、2020年9月の駅ナンバー制定に際し、当駅 - 三原駅間は両路線記号重複区間とされた[19][20]。
- 上り本線は2番のりば（3番線）、下り本線は4番のりば（5番線）である。待避線となっている1番のりば（2番線）と3番のりば（4番線）は、当駅始発となる列車（一部除く）や貨物列車通過待ちを行う列車が使用する。
- 1番のりばは岡山方面から、3番のりばは広島方面からの進入も可能となっている。広島方面からの当駅止まり列車のうち、当駅始発岡山行に接続しない一部の列車は、3番のりばから直接折り返す。
- 2019年3月ダイヤ改正以降は、岡山方面からの当駅止まりの一部列車についても、直接1番のりばに進入し、岡山方面へ折返す。

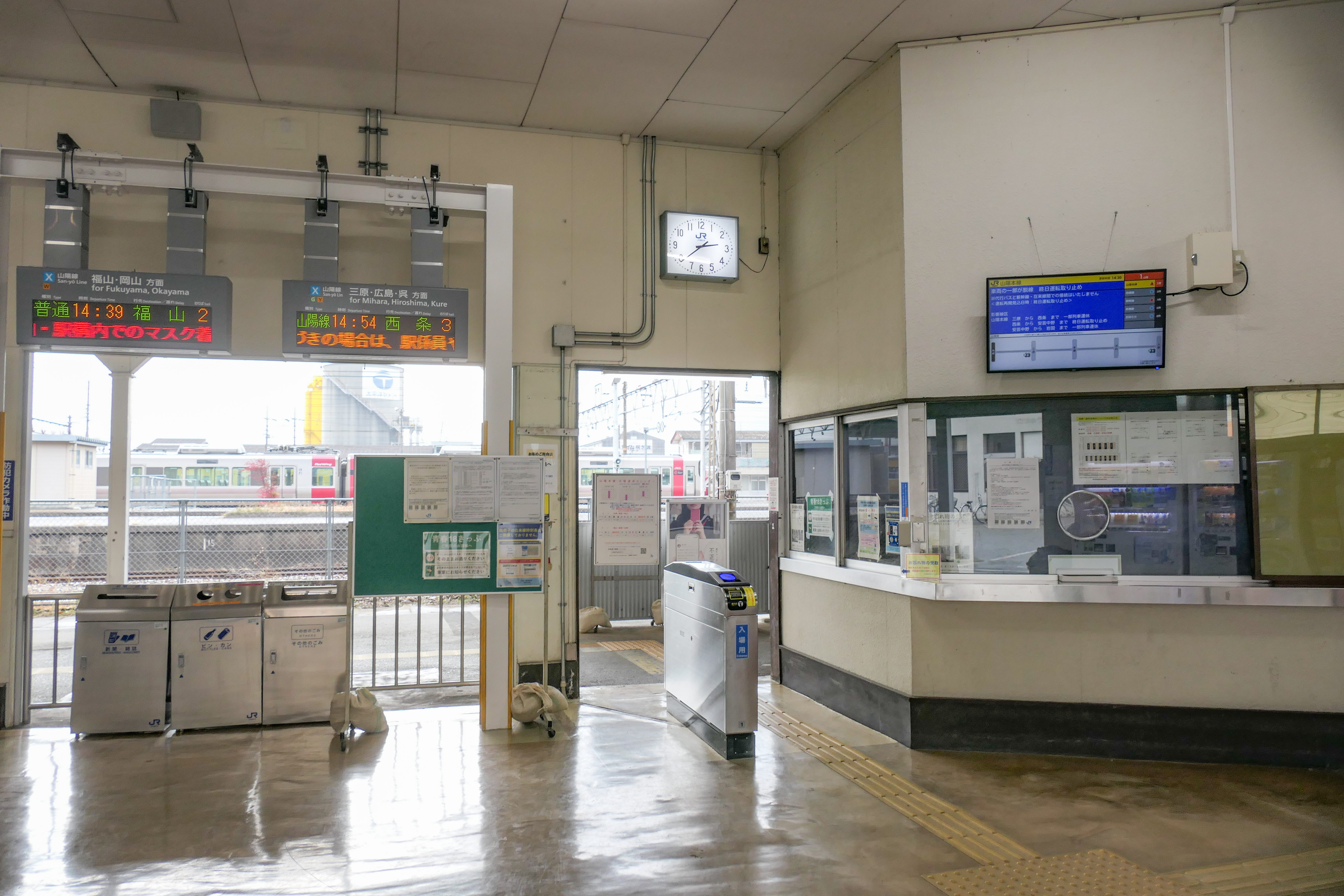
改札口（2021年12月）
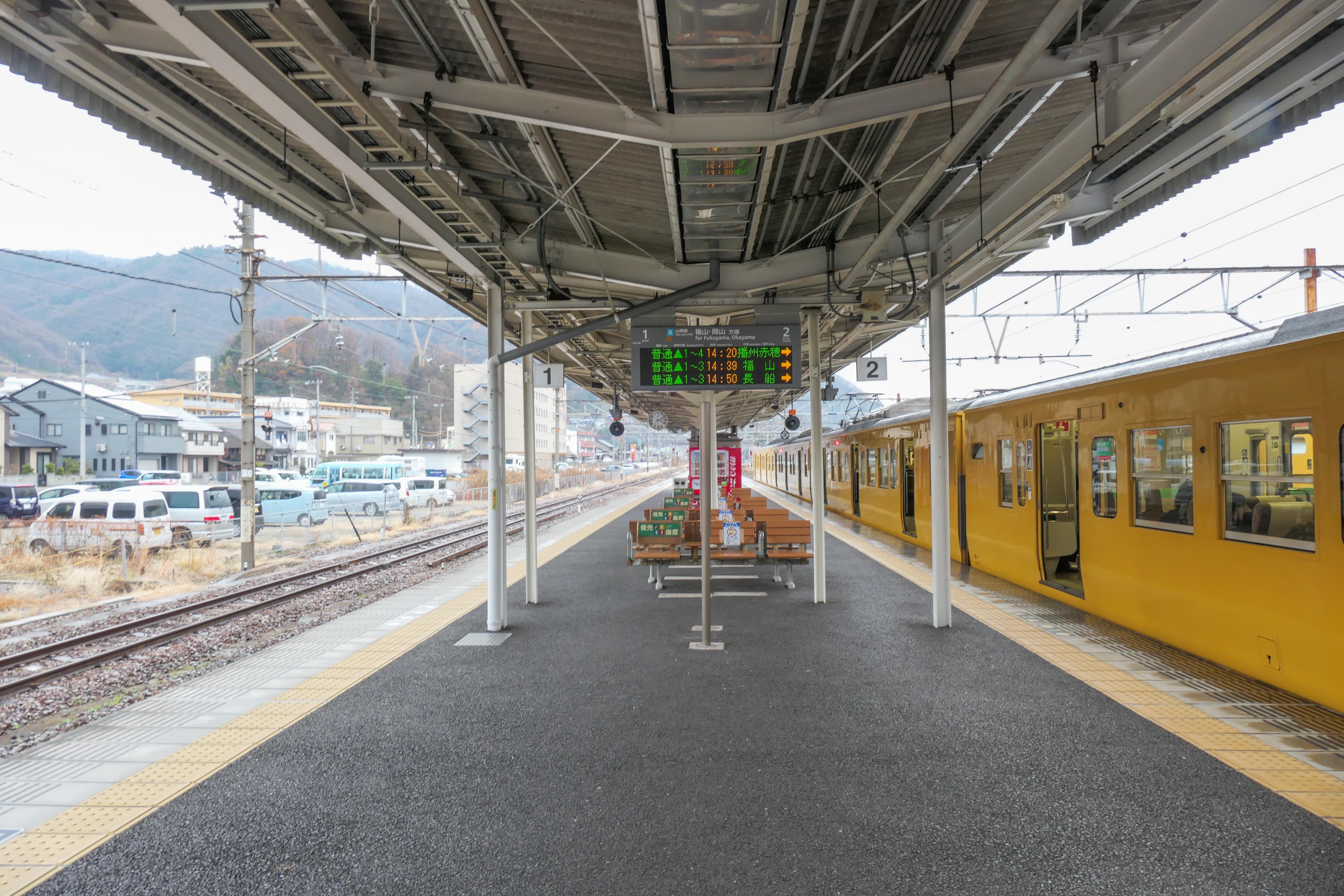
1・2番のりば（2021年12月）
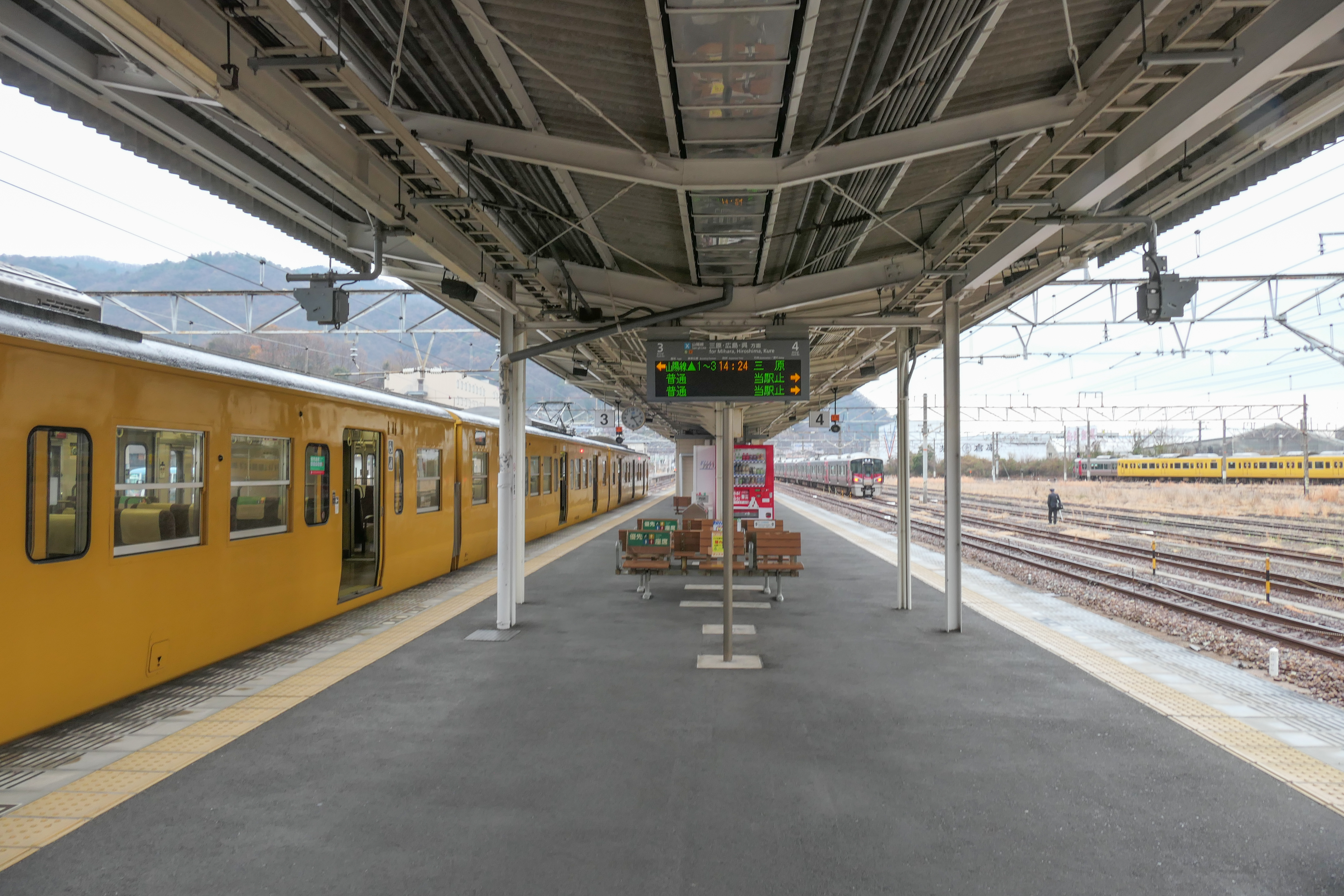
3・4番のりば（2021年12月）

## 貨物取扱
2021年5月以降、JR貨物の駅は車扱貨物の臨時取り扱い駅となっており、貨物列車の発着はない。
以前は貨物列車も発着する一般駅であったが、貨物取扱は1996年（平成8年）3月にトラック輸送に転換された（自動車代行駅）。その後、2006年（平成18年）4月に貨物取扱施設は「糸崎オフレールステーション」（略称・糸崎ORS）に名称変更、更に2018年4月に業態規模を見直し「糸崎新営業所」に再編された。しかし2020年9月現在、JR貨物公式ホームページの「コンテナ取扱駅一覧」に当営業所は掲載されない状態となり、2021年5月に正式に営業を終了した。
貨物列車が発着していた頃の貨物ヤードは駅北東側・南側にそれぞれあり、駅南側の貨物ヤードから三菱重工業、日本セメント糸崎工場（現・山陽白色セメント糸崎工場）、糸崎倉庫等周辺企業や糸崎岸壁、糸崎港に向かう専用線が多数分岐していた。また、糸崎7丁目と糸崎南2丁目の境界に沿って南東方向に港に向かう専用線も敷設されていた。
自動車代行駅への移行後は、コンテナ集配基地として12フィートのコンテナ貨物を取扱い、貨物列車代替のトラック便が拠点駅である東福山駅との間に1日2.5往復（当駅発が3本）が設定されていた。

## 利用状況
「広島県統計年鑑」によると、近年の1日平均乗車人員の推移は以下の通り。
| 年度                | 1日平均 乗車人員 |
| ------------------- | ---------------- |
| 1987年（昭和62年）  | 1,839            |
| 1988年（昭和63年）  | 1,853            |
| 1989年（平成 元年） | 2,006            |
| 1990年（平成02年）  | 2,043            |
| 1991年（平成03年）  | 2,021            |
| 1992年（平成04年）  | 2,022            |
| 1993年（平成05年）  | 1,956            |
| 1994年（平成06年）  | 1,799            |
| 1995年（平成07年）  | 1,697            |
| 1996年（平成08年）  | 1,616            |
| 1997年（平成09年）  | 1,546            |
| 1998年（平成10年）  | 1,521            |
| 1999年（平成11年）  | 1,413            |
| 2000年（平成12年）  | 1,350            |
| 2001年（平成13年）  | 1,255            |
| 2002年（平成14年）  | 1,147            |
| 2003年（平成15年）  | 1,023            |
| 2004年（平成16年）  | 987              |
| 2005年（平成17年）  | 973              |
| 2006年（平成18年）  | 967              |
| 2007年（平成19年）  | 947              |
| 2008年（平成20年）  | 928              |
| 2009年（平成21年）  | 847              |
| 2010年（平成22年）  | 811              |
| 2011年（平成23年）  | 774              |
| 2012年（平成24年）  | 731              |
| 2013年（平成25年）  | 730              |
| 2014年（平成26年）  | 676              |
| 2015年（平成27年）  | 687              |
| 2016年（平成28年）  | 675              |
| 2017年（平成29年）  | 672              |
| 2018年（平成30年）  | 634              |
| 2019年（令和 元年） | 676              |
| 2020年（令和02年）  | 558              |
| 2021年（令和03年）  | 520              |
| 2022年（令和04年）  | 532              |

## 駅周辺
- 三原警察署糸崎駅前交番
- 糸崎郵便局
- 尾道糸崎港
- 三菱重工機械システム三原事業所
- 三菱重工業三原製作所・交通システム事業センター
- 国道185号（尾道市方面 / 三原市役所方面）
- 国道2号 三原バイパス
  - 是国ランプ（木原道路・尾道バイパス・福山市方面）
  - 道の駅みはら神明の里 - 糸崎駅から車で約3分、徒歩で約15分
  - 時広ランプ（三原市本郷南・東広島市方面）
- 古城通公園（糸崎鉄道学校跡）
- 浜吉（駅弁製造業者）※現在では当駅構内営業から撤退し、三原駅、福山駅、岡山駅、広島空港などで販売しているが、本来は糸崎駅・三原駅の駅弁であり、創業以来現在でも当駅横に所在する調製所で製造が続けられている。2階の事務所で購入可能（メニューによっては要予約）。なお、福山駅の駅弁については、JR西日本岡山支社の依頼で2003年に廃業した『鞆甚』の事業を継承したものである[21]。

### バス路線
駅前の国道185号沿いに「糸崎駅前」停留所があり、鞆鉄道（トモテツバス）の三原駅、福地（登山口・上福地）方面の路線（三原福地線）が発着している。

## その他
この駅が所在する地域の町名は元々「糸崎町（いとざきちょう）」であったが、三原市による2006年（平成18年）8月28日付での住居表示実施に伴って町域分割・改称が行われ、「糸崎（いとさき）四丁目」となった。
現在は運行・営業・総務等の大半を中国統括本部が、自治体等との地域対応を広島支社が管轄しているが、以前は下り三原方面と当駅中間辺りで岡山支社と広島支社の境界となっていた（国道185号と立体交差する辺りに当時の境界標識が残っている）。再編後も運行管理と営業エリア分けでは引続き境界となっている。
中国統括本部発足以前は、当駅以東は前述の通り岡山支社管轄であり、呉線経由を含め以前多数設定されていた岡山・広島地区を相互直通運転する列車乗務員は当駅で交代していたが、2009年（平成21年）3月改正で直通列車は朝夕のみ運行となり、2020年（令和2年）3月改正で廃止された。

## 隣の駅
西日本旅客鉄道（JR西日本）
  山陽本線
尾道駅 (JR-X18) - 糸崎駅 (JR-X19/JR-G17) - 三原駅 (JR-X20/JR-G16)